# African Delight
African Delight® es una variedad cultivar de ciruelo (Prunus salicina), de las denominadas ciruelas japonesas (aunque las ciruelas japonesas en realidad tienen su ancestros en China, fueron llevadas a los EE. UU. a través de las variedades desarrolladas y cultivadas en Japón en el siglo XIX). Una variedad de ciruela japonesa obtenida por el programa de mejora de "ARC - lnfruitec" (Sudáfrica) en 2008. Las frutas tienen una pulpa con textura muy firme, con un sabor dulce y agradable con un buen aroma.

## Sinonimia
- "ARC PR-2 cv",
- "ARC PR00-29".[5]

## Historia
Las denominadas "ciruelas japonesas" con base de Prunus salicina son variedades de ciruela, que tienen sus ancestros en China, desarrollando numerosos híbridos en Japón desde donde fueron traídas, y cultivadas en Estados Unidos por primera vez a finales de la década de 1890 en el jardín del famoso horticultor Luther Burbank en Santa Rosa (California).
'African Delight' variedad de ciruela, obtenida mediante el programa de "ARC - lnfruitec" público, cuyos objetivos principales son aumentar la gama de color de la piel del fruto y conseguir buenas características del fruto para su exportación desde Sudáfrica y otros países de hemisferio sur al hemisferio norte a contraestación, los árboles resultantes dieron su primer fruto en 2008, siendo evaluados por Chris Smith de Stellenbosch en Franschhoek, Stellenbosch y "Groot Drakenstein", (Sudáfrica). La variedad fue lanzada en los circuitos comerciales en 2008 por "ARC Infruitec", Nietvoorbij, Sudáfrica.
'African Delight' está cultivada en Sudáfrica, Israel, y Chile.

## Características
'African Delight' árbol medio y vigoroso, siendo su fuerte crecimiento semi extendido una característica notable de la variedad, extendido, bastante productivo. Flor rosácea, que tiene un tiempo de floración que comienza en el hemisferio sur a partir de la 4.ª semana de agosto con el 10% flores abiertas, para 1.ª semana de septiembre tiene una floración completa (80%). No es autofértil, y necesita un polinizador para cuajar la cosecha, siendo buenos polinizadores las variedades 'African Rose', 'Reubennel' y 'Pioneer'.
'African Delight' tiene una talla de fruto mediano, de forma oblonga, simétrica, a menudo con un punto característico en el extremo estilar, con peso promedio de 35.87 g; epidermis tiene una piel gruesa de color rojo brillante, sobre fondo amarillento, a menudo con numerosas manchas de lenticelas blancas diminutas; pulpa de color amarillo calabaza claro, y tiene una textura muy firme. A diferencia de muchas otras ciruelas, 'African Delight' ya ha desarrollado un buen sabor en la etapa de maduración de la cosecha, y cuando está madura para comer tiene un sabor dulce y agradable con un buen aroma. ˚Brix de 16 a 20.
Hueso muy adherente, pequeño, elíptico, aplanado, surcos poco marcados, superficie rugosa.
Su tiempo de recogida de cosecha se inicia en su maduración a finales de junio en el hemisferio norte.  Ciruela con excelente capacidad de almacenamiento, tanto en régimen de temperatura dual como en régimen de temperatura única, durante 6 semanas. Se requiere una envoltura/bolsa de plástico para evitar que se arrugue.

## Usos
Una buena ciruela de postre fresco en mesa.

## Enfermedades
Muy resistente a la mancha bacteriana y otras enfermedades de las hojas.